# Анрі Кей
Анрі Кей (фр. Henri Queuille; 31 березня 1884, Невік — 15 червня 1970, Париж) — французький державний і політичний діяч. Радикал. Видатний політик Третьої і Четвертої республік. Після Другої світової війни він тричі обіймав посаду прем'єр-міністра Франції.
Міністр сільського господарства Франції з 14 червня 1924 по 17 квітня 1925 років. З 19 липня 1926 по 11 листопада 1928 років. З 21 лютого по 2 березня 1930 року. З 18 грудня 1932 по 8 листопада 1934 років. З 10 квітня 1938 по 21 березня 1940 року.
Міністр охорони здоров'я Франції з 13 грудня 1930 по 27 січня 1931 і з 8 листопада 1934 по 1 червня 1935 року.
Міністр пошти, телеграфів і телефонів з 3 червня по 18 грудня 1932 року. Міністр громадських робіт Франції з 22 червня 1937 по 13 березня 1938 років. Міністр із забезпечення з 21 березня по 16 червня 1940 року з 9 листопада 1943 по 3 червня 1944 року — член Французького комітету національного визволення. Державний міністр Франції з 26 липня по 5 вересня 1948 року. Міністр громадських робіт, транспорту і туризму з 5 по 11 вересня 1948 року. Прем'єр-міністр Франції з 11 вересня 1948 по 28 жовтня 1949, с 2 по 12 липня 1950 і з 10 березня по 11 серпня 1951 року. Міністр фінансів і економічних справ Франції з 11 вересня 1948 по 12 січня 1949. Віце-голова Ради міністрів Франції з 28 жовтня 1949 по 2 липня 1950 років і з 20 січня 1952 по 19 червня 1954 років. Міністр внутрішніх справ Франції з 7 лютого 1950 по 11 серпня 1951 року.
Він був сином аристократки, двічі нащадком короля Єрусалимського Жана де Брієнна.